# Isabelle Diks
Lillian Isabella (Isabelle) Diks (Heerlen, 25 juli 1965) is een Nederlandse voormalig GroenLinks-politica.

## Studie & Werk
Diks doorliep het gymnasium-alfa tussen 1977 en 1983. Zij studeerde vervolgens een jaar aan de Academie Beeldende Kunsten Maastricht om vervolgens tussen 1984 en 1986 aan de Modeacademie Charles Montaigne in Amsterdam te studeren. Vanaf 1988 werkte Diks als zelfstandig ontwerper van bruidscouture en avondkleding in Apeldoorn. In 2006 stopte zij hiermee om naar Leeuwarden te verhuizen. Tussen 2002 en 2004 volgde ze enkele cursussen cultuurwetenschappen aan de Open Universiteit. Ze studeerde sinds 2004 Internationale Organisaties en Betrekkingen aan de Rijksuniversiteit Groningen, waar zij zich specialiseerde in Europese samenwerking, internationaal en Europees recht. Deze studie rondde zij af in 2011 en behaalde daarmee een Master of Arts.
In 2006 begon zij een eigen Bed and Breakfast in Leeuwarden. Diks is lid van de raad van toezicht van JIMwerkt in Amersfoort.  Sinds 3 juni 2024 is zij directeur-bestuurder ad interim bij stichting JIMwerkt en heeft zich om die reden teruggetrokken als lid van de raad van toezicht.

## Politiek
Diks is sinds 1994 binnen GroenLinks actief. Eerst in de gemeenteraad van Apeldoorn waar zij fractievoorzitter was. Ook was zij tussen 1994 en 2002 lid van het algemeen bestuur van het regionale waterschap. Vervolgens kortstondig als bestuurslid bij de GroenLinks-afdeling Gelderland (2002-2003) en later als lid van Provinciale Staten in Gelderland (2003-2006), waar zij vice-fractievoorzitter was, voorzitter van de commissie economie en milieu en lid van Statencommissies voor welzijn en algemeen bestuur. Tussen 2006 en 2008 was zij lid van het landelijk partijbestuur van GroenLinks als internationaal secretaris. In 2006 stond ze op de kandidatenlijst van GroenLinks voor de Tweede Kamer op de 10e plaats.
Diks verving van 3 september tot 21 december 2008 Mariko Peters, tijdens haar zwangerschapsverlof, als Tweede Kamerlid voor GroenLinks. Diks trad uit het partijbestuur, omdat dit onverenigbaar was met het lidmaatschap van de Tweede Kamerfractie.
Vanaf 15 december 2008 was zij wethouder van de gemeente Leeuwarden van cultuur, milieu, energie en water, woon- en leefomgeving, wonen, vastgoed en grondzaken. Bij de Tweede Kamerverkiezingen 2017 stond zij wederom op de kandidatenlijst van GroenLinks, op plek 19. Zij werd met voorkeurstemmen (28.300) gekozen.
Als Tweede Kamerlid hield zij zich voor GroenLinks bezig met de portefeuilles buitenlandse handel, ontwikkelingssamenwerking en defensie. Diks was in de Tweede Kamer lid van de Parlementaire Assemblee van de NAVO en vanaf 22 november 2017 voorzitter van de vaste commissie voor Economische Zaken en Klimaat. 
Op 27 maart 2020 werd bekend dat Diks de Tweede Kamer zou verlaten, omdat er een vacature in de gemeente Groningen was ontstaan en ze was gevraagd om daar per eind april wethouder en loco-burgemeester te worden. Zij verliet de Tweede Kamer op 1 mei 2020. In Groningen had zij de portefeuilles armoede en schuldenbeleid, jeugd en jeugdbeleid, inkomensdienstverlening, zorg en veiligheid en volksgezondheid. Bij de gemeenteraadsverkiezingen van 2022 stelde zij zich niet verkiesbaar. 
- Parlement.com: vhfq2rp29xx4